# Minuartia woronowii
Minuartia woronowii är en nejlikväxtart som beskrevs av Schischkin. Minuartia woronowii ingår i släktet nörlar, och familjen nejlikväxter. Inga underarter finns listade i Catalogue of Life.